# Festival Mar y Sol
El Mar y Sol Pop Festival (en español: Festival Mar y Sol) fue un festival musical al estilo Woodstock que se celebró en Manatí (Puerto Rico), del 1 al 4 de abril de 1972. Se organizó en unas 432 cuerdas de terreno (420 acres) entre la playa Los Tubos de Manatí y la Laguna Tortuguero en el norte de la isla.
Aproximadamente 50,000 personas acudieron a este festival el cual aparte de la música contaba con estar adyacente a una playa al igual que una quebrada (arroyo) la cual podía ser usada por los todos.
La mayoría de los asistentes, muchos de los artistas y algunas personas de la producción describen a Mar y Sol como algo único y una tremenda experiencia. Algunos incluso se refieren al mismo como uno de los eventos más importantes de sus vidas. Sin embargo este festival también es conocido por los muchos problemas que los productores tuvieron con el gobierno de Puerto Rico y otros grupos de activistas que estaban en contra del mismo ya que este se llevaría a cabo durante Semana Santa. Por tal razón hubo muchos problemas de producción.
Casi todas las reseñas por la prensa local y la Norteamericana describieron al festival como un fracaso y algo muy incómodo. Algunos de estos periódicos y revistas fueron: la revista Creem, El New York Times, El Nuevo Día, El Imparcial, El Mundo y El San Juan Star.
Una excepción fue el reportero Les Ledbetter de New York Times quien escribió una columna titulada "Fue un éxito; pregúntenle a la gente"
Varias muertes accidentales y un asesinato ayudaron también a dañar la reputación del festival.
Se emitió una orden de arresto para el productor Alex Cooley quién logró escaparse de la isla antes de que terminara el festival.

## Preparación

### Primer intento
La planificación del festival comenzó a comienzos de 1971 con diferentes productores y artistas. El nombre original era Fiesta Del Sol. Era cinco productores, tres de los Estados Unidos (Samuel T. Harmon, Robert "Bob" J. Salstrom, y el multimillonario Glenn W. Turner) y los otros dos eran de la isla (el jugador de baloncesto Ray Rivera y Tito Molinary).  
Fiesta Del Sol estaba teniendo problemas de producción y la fecha estimada seguía posponiéndose. Las razones de estos problemas aún no está muy clara. Algunos dicen que tenía que ver con permisos del gobierno pero también era muy posible que tuviera que ver con los problemas legales que Glenn W. Turner estaba teniendo con el gobierno de Estados Unidos por impuestos de sus otras corporaciones. Si él no podía ser parte del proyecto sería casi imposible producir el festival ya que él era considerado (como fue mencionado en un artículo de la revista TE VE Guía de Puerto Rico) "la espina dorsal" del financiamiento del festival.

### Alex Cooley
El proyecto estuvo a punto de ser cancelado pero eventualmente algunos de los productores lograron conseguir que Alex Cooley (productor de los festivales Atlanta International Pop Festival, Texas International Pop Festival y 2nd Atlanta International Pop Festival) se hiciera cargo. Cooley decidió que el festival se iba a celebrar del 1 al 3 de abril, coincidiendo con Semana Santa.
Esto generó un gran volumen de crítica por parte del gobierno como de la prensa de Puerto Rico. "Luego la prensa de Puerto Rico se enteró y comenzaron a atacar al festival" dijo Cooley en una entrevista del 2006.  El gobierno de Puerto Rico estaba determinado a detener el festival y esto hizo que algunas bandas decidieran cancelar su participación. Nuevas bandas fueron añadidas semanas antes de comenzar el evento.

### Sitio
El área designada para Fiesta Del Sol/Mar y Sol fue principalmente en una finca y se extendía hasta la playa Los Tubos. Esta área está localizada entre la playa y la laguna Tortuguero y está dividido por una carretera pública (la cual fue cerrada durante el festival). En el lado mirando hacia la playa tenían el área principal de las duchas, áreas de acampar, la enfermería y la oficina del festival. En el lado mirando hacia la laguna tenían la tarima. Las coordenadas son:   18°28'20"N 66°26'46"W

### Error en el nombre del pueblo
En esos tiempos, esa área era conocida por todo el mundo como que era en Vega Baja, a pesar de que los mapas mostraban ese lugar dentro de Manatí. Sin embargo, a través de los años ese error ha sido corregido. Especialmente porque una década más tarde se comenzó a celebrar en la playa de Los Tubos el Festival Los Tubos de Manatí. En los 70s la gente decía "Los Tubos de Vega Baja"; una década más tarde le llamaban "Los Tubos de Manatí". Sin embargo, por la proximidad a la frontera y porque así se le conocía en aquella época, es aceptable decir que el festival sucedió en Vega Baja.

## El festival

### Artistas

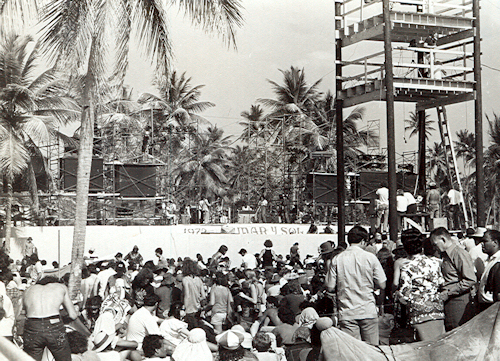
Banda de apertura del festival fue el grupo de jazz local "Rubber Band". (Foto por Cesar Rosa)

Estos son los artistas de los cuales hay evidencia (fotos, audio o múltiples testigos) de que sí participaron en el festival:
- Allman Brothers Band
- Long John Baldry
- Banda del K-rajo (banda local de rock)
- Bang
- Brownsville Station
- Dave Brubeck con Gerry Mulligan
- Cactus
- Alice Cooper
- Jonathan Edwards
- Elephant's Memory
- Emerson, Lake & Palmer
- Faces con Rod Stewart
- Fran Ferrer y Puerto Rico 2010 (grupo local de salsa)
- J. Geils Band
- Billy Joel
- Dr. John the Night Tripper
- BB King
- Mahavishnu Orchestra con John McLaughlin
- Herbie Mann
- John Nitzinger
- Osibisa (última banda en tocar)
- Michael Overly
- David Peel and the Lower East Side
- Pot Liquor
- Rubber Band (banda de apertura - banda local de jazz)
- Stonehenge

### Mensaje grabado de John Lennon
John Lennon quería ir al festival con su esposa Yoko Ono pero al final optaron por no ir a la isla debido a problemas que él estaba teniendo con el gobierno de Estados Unidos referente al intento de deportarlo. En lugar de eso envió un mensaje grabado con su amigo David Peel quien participaría en el festival. Durante su presentación (el 2 de abril) y luego de una corta introducción, David Peel sonó la cinta a el público la cual explicaba porqué no asistieron al festival.

### Primera gran presentación de Billy Joel
Una de las presentaciones más sobresalientes del festival fue la de Billy Joel. En ese momento nadie sabía quién era él. Solo otro artista nuevo en el festival. Había lanzado su primer disco Cold Spring Harbor con una pequeña casa disquera llamada Family Productions y el disco no se estaba vendiendo muy bien. Pero su presentación en Mar y Sol electrificó tanto al público que esto llamó mucho la atención de Columbia Records quienes lo firmaron en 1973.

### Artistas cancelados
Algunos artistas cancelaron su participación debido a los problemas legales que estaban teniendo los productores del festival con el gobierno de Puerto Rico. Algunos fueron cancelados por el productor debido a mala planificación del itinerario.
- Black Sabbath
- Bloodrock - Estaban en el festival pero fueron cancelados por el productor.
- Flash Cadillac
- Fleetwood Mac
- Malo

### Otros artistas listados
No está claro si los siguientes artistas participaron o no. Fueron aparte de la lista de los artistas y algunos hasta mencionados por el anunciador del festival el primer día del mismo, pero no existe información que confirme si participaron o si fueron cancelados.
- Ashton, Gardner and Dyke
- Savoy Brown
- Roberta Flack
- Goose Creek Symphony
- Alice Kooper
- Kenny Loggins y Jim Messina
- Poco
- Billy Preston
- Mitch Ryder and the Detroit Wheels

### Sonido / Woodstock

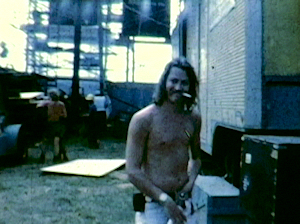
Eric Blackstead parado al lado del camión de Hanley Sound en Mar y Sol.
(Foto por Carlos Jiménez Freer)

El sonido del festival estuvo a cargo de Bill Hanley, quien también hizo el sonido en Woodstock. Las bocinas también fueron las mismas usadas en Woodstock.
Alex Cooley también uso a Eric Blackstead, productor del disco Woodstock: Music from the Original Soundtrack and More, como su consultor de audio.

## Discos oficiales
Luego del festival Atlantic Records lanzó el disco oficial Mar y Sol: The First International Puerto Rico Pop Festival el cual contenía canciones de 12 de los artistas del festival. Este fue eventualmente descontinuado y nunca fue lanzado en CD.
Ese mismo año el grupo Cactus lanzó el disco 'Ot 'n' Sweaty (Caliente y Sudado) el cual contiene 3 canciones de Mar y Sol. La carátula y el título del mismo fueron inspirados en el festival. También las fotos son de Mar y Sol.
En el 2011 (treinta y nueve años más tarde) Emerson, Lake & Palmer lanzó Live at the Mar y Sol Festival '72 el cual contiene su presentación completa en el festival. Las cintas de la grabación original fueron encontradas por la banda en el 2006 y lanzadas por primera vez en el 2007 en From the Beginning (en el Disco 5).
También en el 2011 Alice Cooper incluyó una versión instrumental de “School’s Out” de su presentación en el festival en el disco 2 de Old School: 1964-1974.

## Discos bootleg
Hay más música de Mar y Sol en existe solo en bootlegs. Uno de ellos de la presentación completa de Billy Joel la cual es una versión deteriorada de la grabación oficial del festival. También hay una serie de 3 CDs de grabaciones de la audiencia por los asistentes del festival Pedro Collazo y Oscar Mandry (de Ponce, Puerto Rico) llamada "The Collazo/Mandry Tapes" las cuales fueron editadas y preparadas por el historiador de Mar y Sol, Reniet Ramírez, para distribución gratuita en internet. Esta serie de bootlegs incluye canciones de: Allman Brothers Band, BB King, Brownsville Station, Dave Brubeck (con Gerry Mulligan), David Peel and the Lower East Side, Faces, Fran Ferrer y Puerto Rico 2010, Herbie Mann, J. Geils Band, Jonathan Edwards, Nitzinger y Pot Liquor.

## Legado

### Cuento
En 1978 el poeta puertorriqueño Manuel Abreu Adorno publicó un libro de 12 cuentos titulado "Llegaron Los Hippies". El cuento principal también llamado "Llegaron Los Hippies" trata sobre el festival Mar y Sol. El libro era muy difícil de conseguir y ha estado fuera de circulación por décadas. En el 2011 una nueva versión con las 12 historias en ambos idiomas fue publicado nuevamente.

### Concierto del 10 aniversario
En el 1982, en celebración del 10 aniversario, se hizo un concierto en San Juan, Puerto Rico llamado "Remember Mar y Sol". Este concierto no tenía nada que ver con el productor original (Alex Cooley) y el único artista del festival original fue David Peel. Información sobre este concierto es muy escasa pero la mayoría de la gente lo recuerda como un completo fracaso.

### Un tema resucitado
A diferencia de Woodstock y otros festivales de esa época, el tema de Mar y Sol se olvidó rápidamente. La mayoría de las reseñas (tanto locales como en Estados Unidos) describían al festival como un fracaso y un error. Nunca hubo una película, documental o libro que probara lo contrario o que al menos sirviera de fuente de información. Mar y Sol pasó a ser un tema raro que fue desapareciendo a través de los años. El único souvenir fue el disco Mar y Sol el cual fue eventualmente descontinuado y nunca fue lanzado en CD.
Pero en 1993, un joven de Puerto Rico llamado Reniet Ramírez, se enteró del tema cuando su barbero le mostró el disco 'Ot 'n' Sweaty de Cactus (el cual contiene 3 canciones de Mar y Sol). Se obsesionó con el tema especialmente porque era muy difícil encontrar información adicional. En el 2004, luego de haberse mudado a Las Vegas, Nevada y de haber acabado un curso en diseño web, decidió convertirse en el historiador de Mar y Sol y comenzó su investigación en su próximo viaje a Puerto Rico a finales del 2004 buscando copias de los artículos de periódicos originales de esos días del festival de archivos de periódicos y universidades.
Aunque no estuvo en el festival (nació 5 años más tarde) pudo conseguir suficiente material e información para poder comenzar su sitio web marysol-festival.com. Este sito comenzó a atraer muchos seguidores quienes ayudaban con fotos, información adicional, correcciones y otro material el cual hizo que el sitio creciera más y más.

### Lugar del festival en el presente

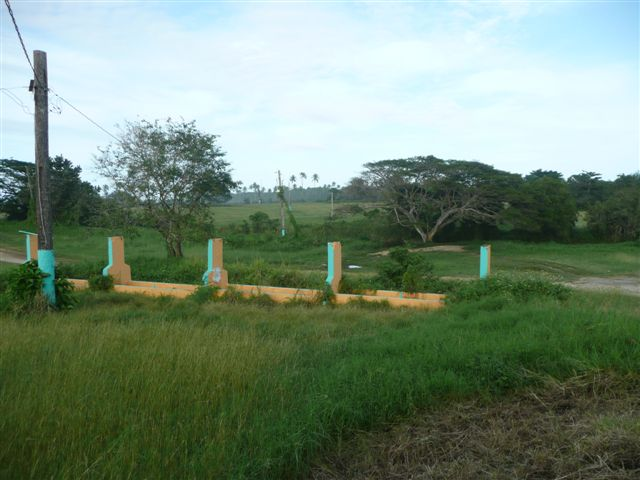
La estructura de las duchas en el festival están aun casi intactas en el 2010. (Foto por Reniet Ramírez)

- Lado sur: El área del festival en el lado mirando hacia la laguna (donde estaba la tarima) nunca fue usada para nada más y eventualmente fue convertida en una reserva natural.

- Lado norte: El lado hacia la playa fue eventualmente dividido en dos partes: Una sección se convirtió en un balneario mientras que el resto sigue casi intacto, incluyendo la estructura de las duchas (originalmente usada para proveer agua a vacas) y un tanque de agua. Esta área es también usada cada año para el Festival Playero Los Tubos de Manatí.

### Reunión de asistentes en el 40 aniversario

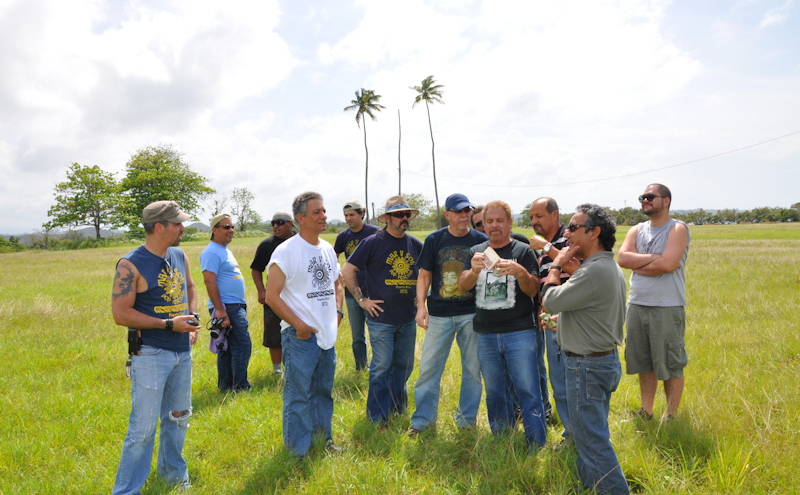
Asistentes de Mar y Sol y otros seguidores caminan (en el 2012) por lo que era una de las áreas de acampar en el festival.

En el 2012, el historiador de Mar y Sol, Reniet Ramírez, anunció en su página de Facebook de Mar y Sol que estaría haciendo un documental para el cual estaría filmando algo de pietaje en el lugar original del festival y que si alguien quería podía reunirse con él. Un total de 22 personas (incluyendo asistentes del festival y gente más joven quienes son seguidores del tema) se presentaron el sábado 31 de marzo de 2012 y se improvisó una reunión la cual incluyó caminatas por diferentes áreas del festival mientras recordaban y contaban historias. A pesar de ser una reunión pequeña e improvisada, esta fue cubierta por el periódico local El Nuevo Día para ser incluido en el artículo del 40 aniversario
Pietaje de esta reunión fue usado para en documental amateur Mar y Sol : El Reencuentro, 40 Años Más Tarde.

## Galería

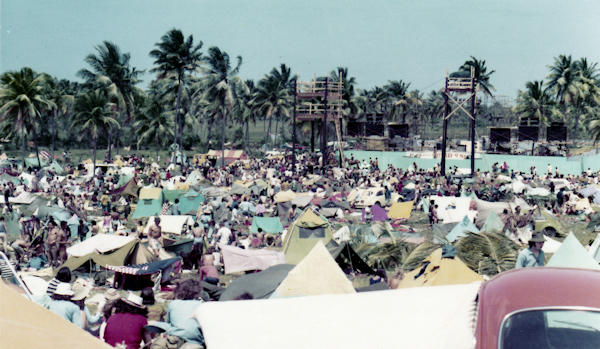
Área de la tarima. (Foto: Cesar Rosa)
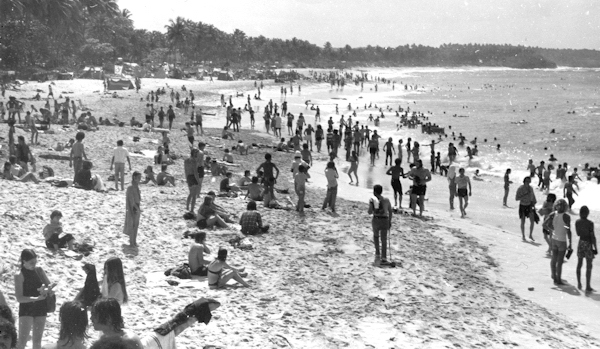
La playa fue una de las atracciones principales del festival. (Foto: Cesar Rosa)
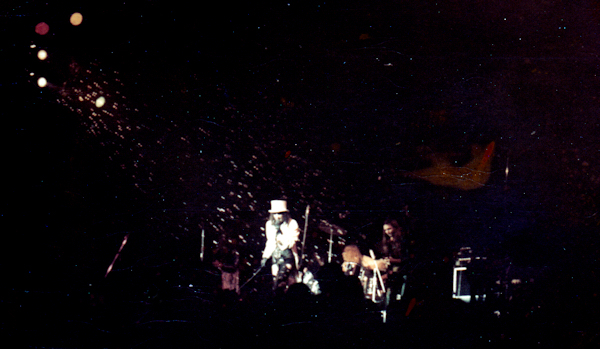
Alice Cooper se presentó alrededor de las 5:00 am el domingo 2 de abril. (Foto: Pedro Collazo)
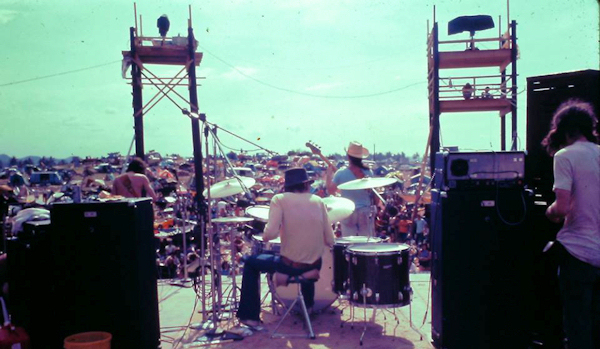
Stonehenge se presenta por segunda vez en la tarde del lunes 3 de abril. (Foto: Ron Cutuli)
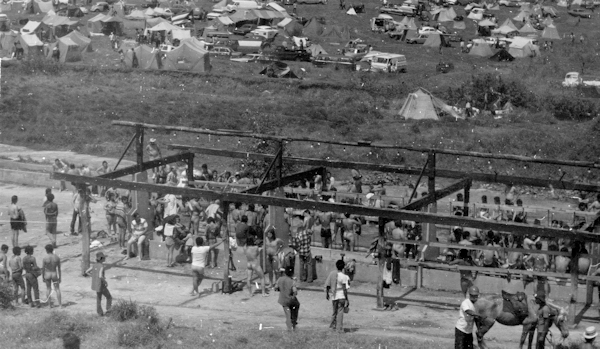
El área de las duchas estaba localizado cerca de la playa y junto a una quebrada.(Foto: Cesar Rosa)
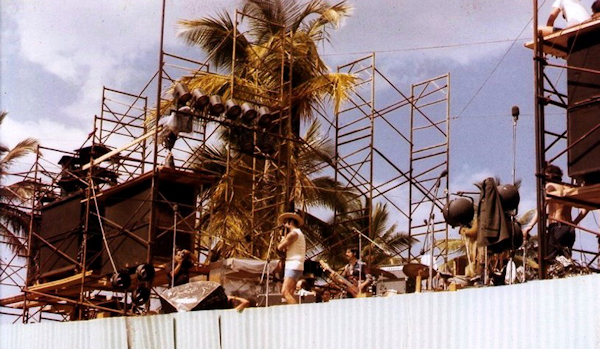
Herbie Mann se presentó en la mañana del domingo 2 de abril. (Foto: Pedro Collazo)